# Le Fruit vert
Pour plus de détails, voir Fiche technique et Distribution.
Le Fruit vert (Between Us Girls) est un  film américain en noir et blanc réalisé par Henry Koster, sorti en 1942.

## Synopsis
Carrie est une jeune comédienne de vingt ans. Sa mère, Chris, est amoureuse du très riche Steve Forbes, à qui elle a menti sur son âge. Carrie va donc faire semblant d'avoir douze ans, afin que Steve ne pense pas que Chris soit trop âgée. Mais le collègue de Steve, Jimmy, passe du temps avec Carrie...

## Fiche technique
- Titre français : Le Fruit vert
- Titre belge : Le Fruit vert
- Titre original : Between Us Girls
- Réalisation : Henry Koster
- Scénario : True Boardman, Myles Connolly, d'après la pièce Le Fruit vert de Régis Gignoux et Jacques Théry
- Producteur : Henry Koster
- Société de distribution : Universal Pictures
- Musique : Charles Previn
- Photographie : Joseph Valentine
- Montage : Frank Gross
- Pays de production : États-Unis
- Genre : Comédie
- Format : Noir et blanc - Aspect Ratio: 1.37:1 - Son : Mono (Western Electric Recording)
- Durée : 85 minutes
- Dates de sortie : 
  - États-Unis : 4 septembre 1942
  - France : 3 juillet 1946

## Distribution
- Diana Barrymore : Carrie
- Robert Cummings : Jimmy Blake
- Kay Francis : Chris
- John Boles : Steve J. Forbes
- Andy Devine : Mike Kilinsky
- Ethel Griffies : Gallagher
- Walter Catlett : Sergent
- Guinn Williams : Pop
- Scotty Beckett : Le petit prince (Leopold)
- Andrew Tombes : Docteur
- Mary Treen : Marybelle
- Irving Bacon : serveur de sodas